# Nantón (Cabana de Bergantiños)
Nantón (llamada oficialmente San Pedro de Nantón) es una parroquia española del municipio de Cabana de Bergantiños, en la provincia de La Coruña, Galicia.

## Entidades de población
Entidades de población que forman parte de la parroquia:
- Ameixenda (A Ameixenda)
- Carballás (Os Carballás)
- Carretera Nova
- Casanova (A Casanova)
- Castro do Anido
- Cazón
- Cuncha (A Cuncha)
- Denellón
- Doeña
- La Piolla (A Piolla)
- Martices (Os Martices)
- Palleira (A Palleira)
- Pedra (A Pedra)
- Vidual (O Bidual)

## Demografía
| Gráfica de evolución demográfica de Nantón entre 2000 y 2018 |
|                                                              |
| Datos según el nomenclátor publicado por el INE.             |